# アンリ・カガン
アンリ・ボリス・カガン（Henri Boris Kagan、1930年12月15日 - ）は、フランスの化学者。現在、パリ第11大学の教授である。ブローニュ＝ビヤンクール生まれ。

## 来歴
ソルボンヌ大学を経て、パリ国立高等化学学校を1954年に卒業し、コレージュ・ド・フランスから1960年に化学のPh.D.を取得し、Jean Jacquesの下でポスドク研究を行った。その後、A・オローの助手を経てパリ第11大学パリ・スードに移った。
カガンは不斉合成の分野の草分けとして広く知られている。その発見は、製薬の方面にまで大きな影響を及ぼした。
2001年のノーベル化学賞をバリー・シャープレス、野依良治、ウィリアム・ノールズの3人が受賞し、カガンが選から漏れたことに対しては、大きな議論が沸き起こった。カガンこそがこの分野の草分けであり、受賞にふさわしいと考える人が多かったためである。しかし受賞は3人までに限られており、カガンは受賞を逃した。
カガンは科学アカデミーの会員であり、レジオンドヌール勲章を受勲した。

## 受賞歴
- 1990年 プレローグ・メダル
- 1991年 アウグスト・ヴィルヘルム・フォン・ホフマン・メダル
- 1998年 Yamada-Koga prize（微生物化学研究会）
- 1998年 名古屋メダル（MSD生命科学財団）[1]
- 1998年 キラリティーメダル（イタリア化学会）
- 1999年 テトラヘドロン賞
- 1999年 センテナリー賞
- 2001年 ウルフ賞化学部門
- 2005年 バウアー賞
- 2002年 高砂香料国際賞「野依賞」
- 2013年 ラヴォアジエ・メダル
- フランス国立科学研究センターシルバーメダル

## 主要論文
- Dang-Tuan-Phatと共著: Asymmetric catalytic reduction with transition metal complexes. I. Catalytic system of rhodium(I) with (–)-2,3-0-isopropylidene-2,3-dihydroxy-1,4-bis(diphenylphosphino)butane, a new chiral diphosphine . In: Journal of the American Chemical Society . Volume 94 (18), 1972, pp. 6429–6433.
- P. Girard and JL Namyと共著: Divalent lanthanide derivatives in organic synthesis. 1. Mild preparation of samarium iodide and ytterbium iodide and their use as reducing or coupling agents . In: Journal of the American Chemical Society . Volume 102 (8), 1980, pp. 2693–2698.
- JL Namyと共著: Lanthanides in organic synthesis . In: Tetrahedron . Volume 42 (24), 1986, pp. 6573-6614.
- Olivier Riantと共著: Catalytic asymmetric Diels Alder reactions . In: Chemical Reviews . Volume 92 (5), 1992, pp. 1007-1019.

Organic Stereochemistry . Thieme, Stuttgart 1977, ISBN 3-13-532801-5 (French: Stéréochimie organique . 1975)
- Editor of the book series Stereochemistry. Fundamentals and methods . Thieme, Stuttgart 1977, 4 volumes